# Höllmühlbach (Altmühl)
Der Höllmühlbach ist ein über 5,1 km langer Bach der Frankenalb im Gebiet der Stadt Ansbach und der Stadt Herrieden im Landkreis Ansbach.

## Geographie

### Verlauf
Der Höllmühlbach entsteht auf etwa 468 m ü. NHN ca. 0,6 km nördlich von Höfen. Er fließt anfangs nach Süden und knickt vor Höfen Richtung Westen ab. Danach fließt er an Liegenbach, Oberdombach, Höllmühle und Niederdombach vor bei und mündet dann von links auf etwa 421 m ü. NHN in die Altmühl.

### Einzugsgebiet
Der Bach entwässert ein 5,1 km² großes Gebiet, das naturräumlich zum Unterraum Mittelfränkisches Becken und Südliche Frankenhöhe der Südlichen Frankenalb gehört.
Die Gewässerläufe und der größte Teil des Einzugsgebietes liegen im Gebiet der kreisfreien Stadt Ansbach und der Stadt Herrieden, die zum mittelfränkischen Landkreis Ansbach gehört.